# Goluban, Sjenica
Goluban (izvirno srbsko Голубан) je naselje v Srbiji, ki upravno spada pod Občino Sjenica; slednja pa je del Zlatiborskega upravnega okraja.

## Demografija
V naselju živi 31 polnoletnih prebivalcev, pri čemer je njihova povprečna starost 36,6 let (39,8 pri moških in 33,8 pri ženskah). Naselje ima 11 gospodinjstev, pri čemer je povprečno število članov na gospodinjstvo 3,82.
|  |

| Demografija | Demografija     | Demografija     |
| Leto        | Št. prebivalcev | Št. prebivalcev |
| ----------- | --------------- | --------------- |
|             |                 |                 |
|             |                 |                 |
|             |                 |                 |
|             |                 |                 |
| 1948        | 68              |                 |
| 1953        | 75              |                 |
| 1961        | 81              |                 |
| 1971        | 70              |                 |
| 1981        | 68              |                 |
| 1991        | 34              | 34              |
| 2002        | 56              | 42              |
|             |                 |                 |

| Etnična sestava po popisu iz leta 2002 | Etnična sestava po popisu iz leta 2002 | Etnična sestava po popisu iz leta 2002 | Etnična sestava po popisu iz leta 2002 | Etnična sestava po popisu iz leta 2002 |
| -------------------------------------- | -------------------------------------- | -------------------------------------- | -------------------------------------- | -------------------------------------- |
| Bošnjaki                               | Bošnjaki                               |                                        | 40                                     | 95,23%                                 |
| Srbi                                   | Srbi                                   |                                        | 2                                      | 4,76%                                  |
| Neznano                                | Neznano                                |                                        | 0                                      | 0,0%                                   |